# Giannantonio Donato Acquaviva d'Aragona
Giannantonio Donato Acquaviva d'Aragona (Cellino Attanasio, 1485 – 21 settembre 1554) è stato un nobile italiano, 9º duca di Atri e 6º conte di Conversano.

## Biografia
Nato nel 1485 (o nel 1483 secondo altre fonti) dal duca Andrea Matteo III Acquaviva e da Isabella della famiglia dei Todeschini Piccolomini, figlia del duca di Amalfi Antonio Piccolomini d'Aragona, nel 1504 fu coinvolto nella rivolta di Atri contro il duca e riparò nel castello di Cellino e poi a Ripatransone.
Nel 1511 Andrea Matteo divise i propri possedimenti tra i figli e assegnò a Giannantonio Donato i feudi di Gioia, Acquaviva, Casamassima e Cassano, conferendogli il titolo di conte di Gioia.
La sua politica fu allineata a quella dei dominatori spagnoli a cui rimase fedele anche in occasione dell'invasione del Lautrec del 1528, nel corso della quale contribuì alla difesa di Taranto con un contingente militare e con un contributo di 13 000 ducati.
Con la morte del padre e del fratello maggiore Gianfrancesco e la ribellione di suo nipote Giulio Antonio II conte di Conversano che si era schierato con il Lautrec, rimase l'unico erede del suo ramo degli Acquaviva e divenne duca d'Atri e conte di Conversano. Nel 1530 vendette i territori di Turi e Castellana a Ferrante Spinelli, duca di Castrovillari, per 10 000 ducati.
In ambito militare Giannantonio fu coinvolto nella difesa di Cellino contro Ascanio Colonna e nei preparativi delle difese di Conversano in previsione di un attacco saraceno; nel 1536 inoltre risulta a capo di due compagnie di soldati calabresi col grado di colonnello a sorveglianza dell'abitato a seguito dell'assedio della città del 1529.
I principali interessi di Giannantonio furono invece la poesia latina e la filosofia, continuando con le passioni cui si erano dedicati il padre e lo zio Belisario. Portò a compimento un commentario sulla vita di Plutarco cominciato dal padre e pubblicò diversi epigrammi e la raccolta In liccheti laudibus tetrasticon et epigrammata. Coltivò anche la passione della musica e si distinse nelle composizioni con la chitarra. Fu parecchio legato ad altri letterati dell'epoca tra cui Jacopo Sannazaro e Pietro Gravina.
Nel 1520 sposò Isabella Spinelli di Cariati, figlia di Don Giovanni Battista, I duca di Castrovillari e di Livia Caracciolo dei Baroni di Castelfranco, da cui ebbe 13 figli tra cui Claudio che divenne un gesuita, Andrea Matteo, arcivescovo di Cosenza, e Giovanni Girolamo I che gli successe come duca di Atri e di Conversano.
Morì il 21 settembre 1554.

## Ascendenza
|                                                             |                     |                                                        | Genitori                                       |  |  | Nonni |  |  | Bisnonni                                |  |  | Trisnonni                                        |  |
|                                                             |                     |                                                        |                                                |  |  |       |  |  | Giosia Acquaviva d'Aragona, duca d'Atri |  |  | Andrea Matteo I Acquaviva d'Aragona, duca d'Atri |  |
|                                                             |                     |                                                        |                                                |  |  |       |  |  | Giosia Acquaviva d'Aragona, duca d'Atri |  |  | Andrea Matteo I Acquaviva d'Aragona, duca d'Atri |  |
|                                                             |                     | Caterina Tomacelli                                     |                                                |  |  |       |  |  | Giosia Acquaviva d'Aragona, duca d'Atri |  |  |                                                  |  |
| Giulio Antonio I Acquaviva d'Aragona, duca d'Atri e Teramo  |                     |                                                        |                                                |  |  |       |  |  | Giosia Acquaviva d'Aragona, duca d'Atri |  |  |                                                  |  |
|                                                             |                     | Antonella Migliorati                                   | Ludovico Migliorati, conte di Manoppello       |  |  |       |  |  |                                         |  |  |                                                  |  |
|                                                             |                     | Antonella Migliorati                                   | Ludovico Migliorati, conte di Manoppello       |  |  |       |  |  |                                         |  |  |                                                  |  |
|                                                             |                     | Antonella Migliorati                                   | Bellafiore da Carrara                          |  |  |       |  |  |                                         |  |  |                                                  |  |
| Andrea Matteo III Acquaviva d'Aragona, duca d'Atri e Teramo |                     | Antonella Migliorati                                   |                                                |  |  |       |  |  |                                         |  |  |                                                  |  |
|                                                             |                     | Giovanni Antonio Orsini del Balzo, principe di Taranto | Raimondo Orsini del Balzo, principe di Taranto |  |  |       |  |  |                                         |  |  |                                                  |  |
|                                                             |                     | Giovanni Antonio Orsini del Balzo, principe di Taranto | Raimondo Orsini del Balzo, principe di Taranto |  |  |       |  |  |                                         |  |  |                                                  |  |
|                                                             |                     | Giovanni Antonio Orsini del Balzo, principe di Taranto | Maria d'Enghien                                |  |  |       |  |  |                                         |  |  |                                                  |  |
| Caterina Orsini del Balzo, contessa di Conversano           |                     | Giovanni Antonio Orsini del Balzo, principe di Taranto |                                                |  |  |       |  |  |                                         |  |  |                                                  |  |
|                                                             |                     | …                                                      | …                                              |  |  |       |  |  |                                         |  |  |                                                  |  |
|                                                             |                     | …                                                      | …                                              |  |  |       |  |  |                                         |  |  |                                                  |  |
|                                                             |                     | …                                                      | …                                              |  |  |       |  |  |                                         |  |  |                                                  |  |
| Giannantonio Donato Acquaviva d'Aragona, duca d'Atri        |                     | …                                                      |                                                |  |  |       |  |  |                                         |  |  |                                                  |  |
|                                                             | Giovanni Todeschini | Pietro Todeschini                                      |                                                |  |  |       |  |  |                                         |  |  |                                                  |  |
|                                                             | Giovanni Todeschini | Pietro Todeschini                                      |                                                |  |  |       |  |  |                                         |  |  |                                                  |  |
|                                                             | Giovanni Todeschini | …                                                      |                                                |  |  |       |  |  |                                         |  |  |                                                  |  |
| Antonio Todeschini Piccolomini, duca d'Amalfi               | Giovanni Todeschini |                                                        |                                                |  |  |       |  |  |                                         |  |  |                                                  |  |
|                                                             |                     | Laudomia Piccolomini                                   | Silvio Piccolomini                             |  |  |       |  |  |                                         |  |  |                                                  |  |
|                                                             |                     | Laudomia Piccolomini                                   | Silvio Piccolomini                             |  |  |       |  |  |                                         |  |  |                                                  |  |
|                                                             |                     | Laudomia Piccolomini                                   | Vittoria Forteguerri                           |  |  |       |  |  |                                         |  |  |                                                  |  |
| Isabella Todeschini Piccolomini d'Aragona                   |                     | Laudomia Piccolomini                                   |                                                |  |  |       |  |  |                                         |  |  |                                                  |  |
|                                                             |                     | Ferrante I, re di Napoli                               | Alfonso, re d'Aragona e di Napoli              |  |  |       |  |  |                                         |  |  |                                                  |  |
|                                                             |                     | Ferrante I, re di Napoli                               | Alfonso, re d'Aragona e di Napoli              |  |  |       |  |  |                                         |  |  |                                                  |  |
|                                                             |                     | Ferrante I, re di Napoli                               | Gueraldona Carlino                             |  |  |       |  |  |                                         |  |  |                                                  |  |
| Maria d'Aragona                                             |                     | Ferrante I, re di Napoli                               |                                                |  |  |       |  |  |                                         |  |  |                                                  |  |
|                                                             |                     | Diana Guardato                                         | Zaccaria Guardato                              |  |  |       |  |  |                                         |  |  |                                                  |  |
|                                                             |                     | Diana Guardato                                         | Zaccaria Guardato                              |  |  |       |  |  |                                         |  |  |                                                  |  |
|                                                             |                     | Diana Guardato                                         | …                                              |  |  |       |  |  |                                         |  |  |                                                  |  |
|                                                             |                     | Diana Guardato                                         |                                                |  |  |       |  |  |                                         |  |  |                                                  |  |